# Juventud Pergamino
Club Atlético Juventud – argentyński klub piłkarski z siedzibą w mieście Pergamino.

## Historia
Klub założony został 13 lipca 1946 roku i występuje obecnie w trzeciej lidze argentyńskiej Torneo Argentino A.